# Rhinobatidae
Rhinobatidae é uma família de raias vulgarmente chamados peixe guitarra, peixes-viola, pela forma do corpo.
Os peixes-viola encontram-se em águas tropicais de todos os oceanos, principalmente em águas costeiras, raramente entrando em estuários. O corpo é intermédio entre o do um tubarão e o de uma raia, com as barbatanas peitorais dando à cabeça a forma de um coração e o resto do corpo alongado, com duas barbatanas dorsais bem desenvolvidas e uma caudal típica da classe, sem espinhos. São peixes demersais, que se alimentam de organismos do fundo; embora possam atingir tamanhos consideráveis (até 3m), não são perigosos para o homem, pois não possuem nenhuma defesa, diferente de espécies proximas que contem um ferrão ao final da cauda. A sua unica tática de defesa é se esconder embaixo da areia como o linguado.

## Géneros
Aptychotrema
Glaucostegus
Platyrhina
Platyrhinoidis
Rhina
Rhinchobatus
Rhinobatos
Tarsistes
Trygonorrhina
Zanobatos
Zapterix